# Reflex fotoesternutatori
El reflex fotoesternutatori (també conegut en anglès per ACHOO, acrònim de Autosomal dominant Compelling Helio-Ophthalmic Outburst) és una condició mèdica que fa que la gent que la pateix esternudi quan es troba exposada sobtadament a una llum intensa. Aquesta reacció reflexa pot causar diversos esternuts de manera consecutiva. Pateixen aquesta condició del 17% al 35% dels humans, tenint major incidència en els individus de la raça caucàsica. La condició es transmet de manera genètica, és un tret autosòmic dominant.
La primera menció d'aquest fenomen és probablement en una obra atribuïda a Aristòtil, (Problemes, llibre XXXIII).
La causa més probable és la malfunció congènita dels senyals nerviosos al nucli del nervi trigemin. El cinquè nervi cranial, anomenat nervi trigemin, és aparentment el responsable dels esternuts. La recerca suggereix que algunes persones tenen una associació entre aquest nervi i el nervi que transmet els impulsos visuals al cervell. La sobreestimulació del nervi òptic acciona el nervi trigemin, i això causa el reflex fotoesternutatori. Una altra teoria suggereix que la causa d'aquest reflex podrien ser llàgrimes que sobreïxen del sac lacrimal i que arriben al nas a través del conducte nasolacrimal. La velocitat de la reacció reflexa sembla afavorir la primera teoria, ja que aquesta té lloc massa ràpidament perquè es generin llàgrimes i vagin a parar al nas. A més, aquest reflex es pot produir per la inhalació sobtada d'aire fred o per una flaire forta com la menta intensa. Això implica que una sobreestimulació de qualsevol nervi proper al trigemin pot causar el reflex d'esternut.